# Fernando Araújo Perdomo

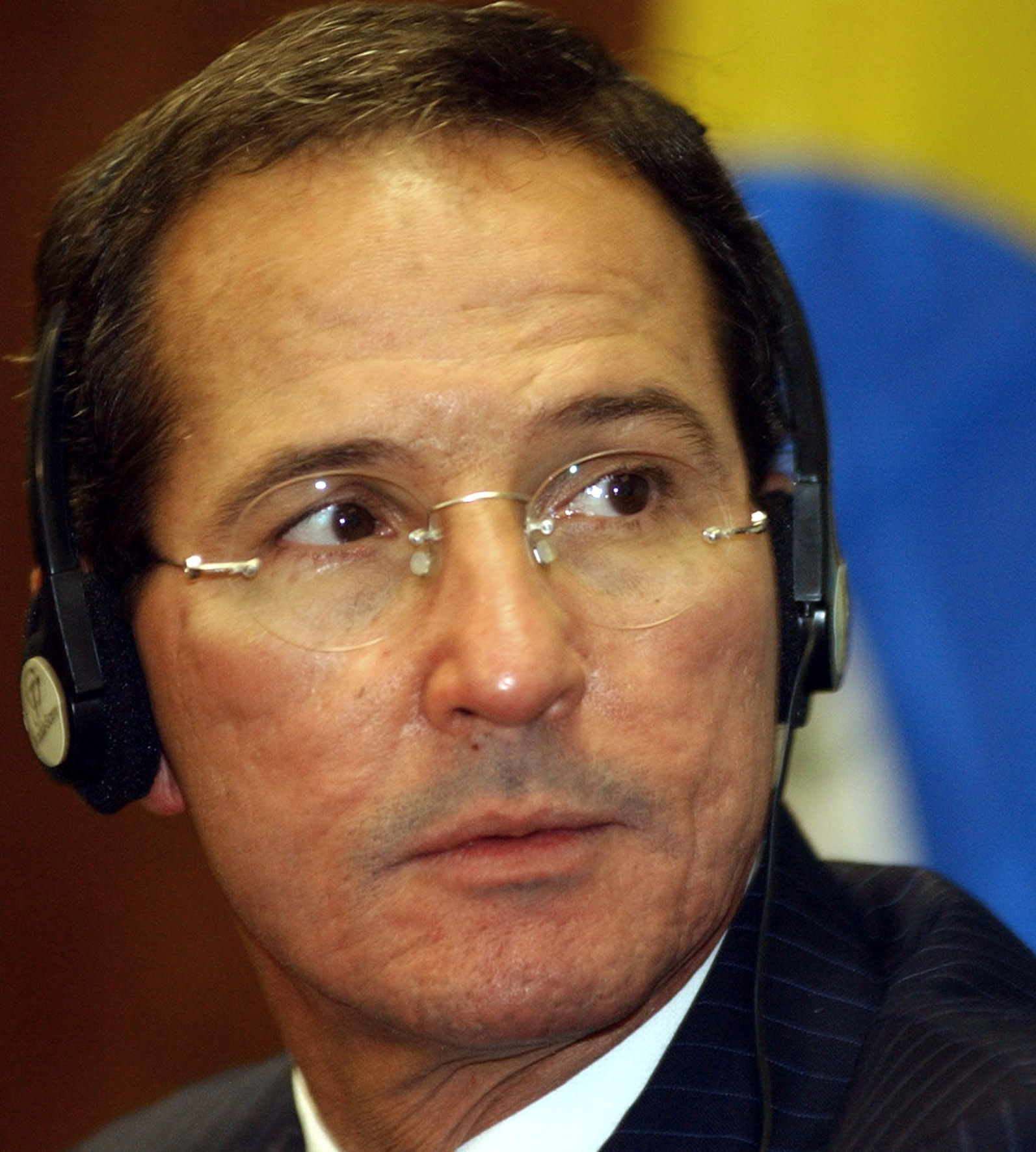
Fernando Araújo Perdomo

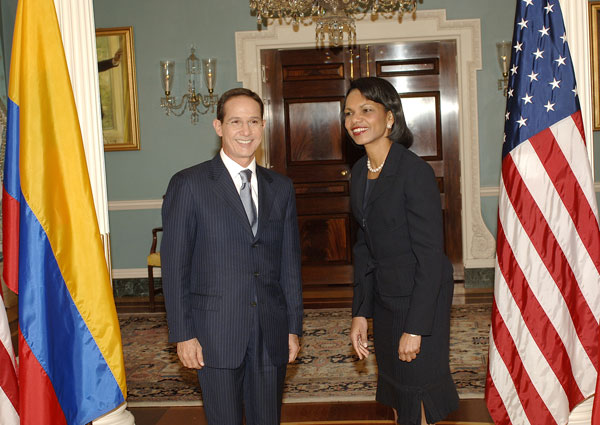
Fernando Araújo (links) mit Condoleezza Rice

Fernando Araújo Perdomo (* 1955 in Cartagena, Kolumbien) ist ein kolumbianischer Jurist, Sozialwissenschaftler und Politiker.
Araújo Perdomo, der aus einer reichen Familie stammt, war unter der Regierung von Andrés Pastrana ab 1998 Minister für wirtschaftliche Entwicklung seines Landes, bis er infolge eines aufgedeckten Skandals zurücktreten musste. Am 4. Dezember 2000 wurde er von linken FARC-Guerillakämpfern beim Joggen entführt, die ihn sechs Jahre lang im Dschungel als Geisel festhielten. Ziel der Guerillagruppe war es, inhaftierte Genossen mit dem prominenten Politiker freizupressen. Am 31. Dezember 2006 konnte er schließlich bei einem Befreiungsversuch der kolumbianischen Streitkräfte fliehen, indem er die allgemeine Verwirrung seiner „Bewacher“ ausnutzte und floh.
Zwei Monate nach seiner Flucht ernannte Präsident Álvaro Uribe Vélez, der selbst unter massiver Kritik stand, ihn am 19. Februar 2007 zum neuen Außenminister Kolumbiens als Nachfolger von María Consuelo Araújo, die zuvor im Rahmen einer umfangreicheren Politkrise ihr Amt niederlegte. Am 16. Juli 2008 trat er zurück.